# Georgios Firos
Georgios Firos (Salônica, 8 de Novembro de 1953) é um ex-futebolista e treinador grego que atuava como defensor.

## Carreira
Georgios Firos defendeu a Seleção Grega de Futebol, na histórica presença na Euro 1980.

## Ligações Externas
- Perfil em Fifa.com (em inglês)